# تاکویا ماتسوموتو
تاکویا ماتسوموتو (انگلیسی: Takuya Matsumoto؛ زادهٔ ۶ فوریهٔ ۱۹۸۹) بازیکن فوتبال اهل ژاپن است.
از باشگاه‌هایی که در آن بازی کرده‌است می‌توان به باشگاه فوتبال کاوازاکی فرونتال اشاره کرد.